# 케마수문

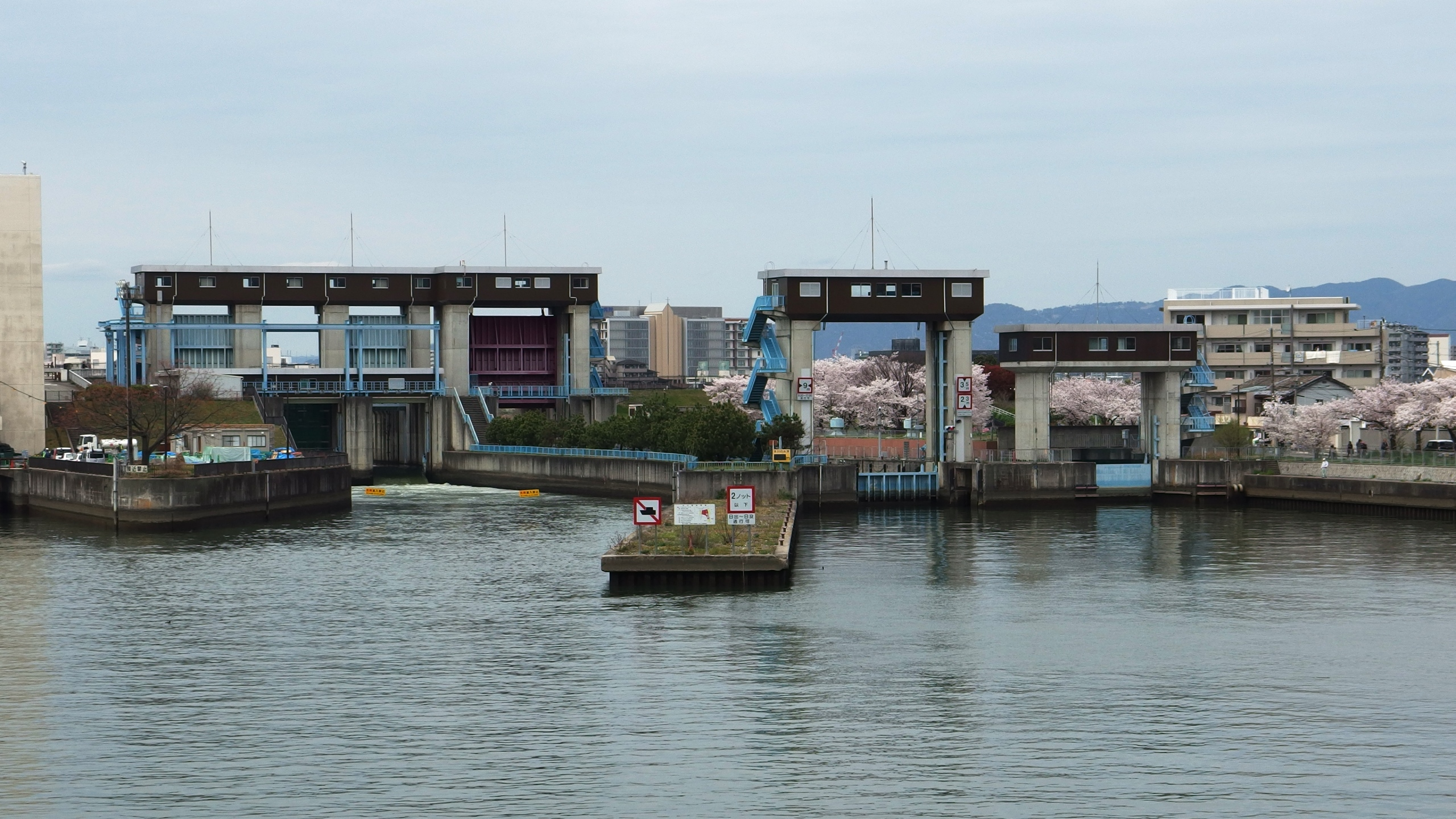

케마수문(일본어: 毛馬水門 케마스이몬[*])은 오사카부 오사카시 키타구에 소재한 수문이다. 요도강 본류에서 오오강이 갈라져 나오는 분기점이다. 오오강으로 흘러들어가는 수량을 조절하는 역할과 동시에, 요도강과 오오강의 수위 차이로 인해 곤란한 선박의 통과를 원활하게 하기 위한 갑문 기능, 오오강의 물을 강제 배수하는 기능 등을 갖추고 있다.
케마수문은 1896년 요도강 직강화 공사 때 계획되었고, 1907년 8월 최초의 갑문이 완성되었다. 요도강은 원래 오사카 시내를 구불구불 흘러가는 강이었는데, 이 때문에 홍수 위험이 높았다. 그래서 직강화를 하여 요도강 본류를 새로 만들고, 원래의 본류 구간은 케마수문에서 분기하는 오오강이 되었다. 이후 진행된 오오강 준설공사로 오오강 수위가 크게 낮아져 갑문이 대응할 수 없게 되자 1918년 제2갑문이 설치되었다. 평상시 수위조절은 제2갑문이 하고, 제1갑문은 상시 개방하다 요도강의 수량이 늘어나면 폐쇄하도록 되었다.
현재 사용되고 있는 갑문은 1974년에 완공되었다. 전전시대에 건설된 제1,2갑문은 1976년까지 병용되었다.  1983년 배수기장이 완성되면서 현재의 시설이 완성되었다.